# São-Geraldo-Kelch

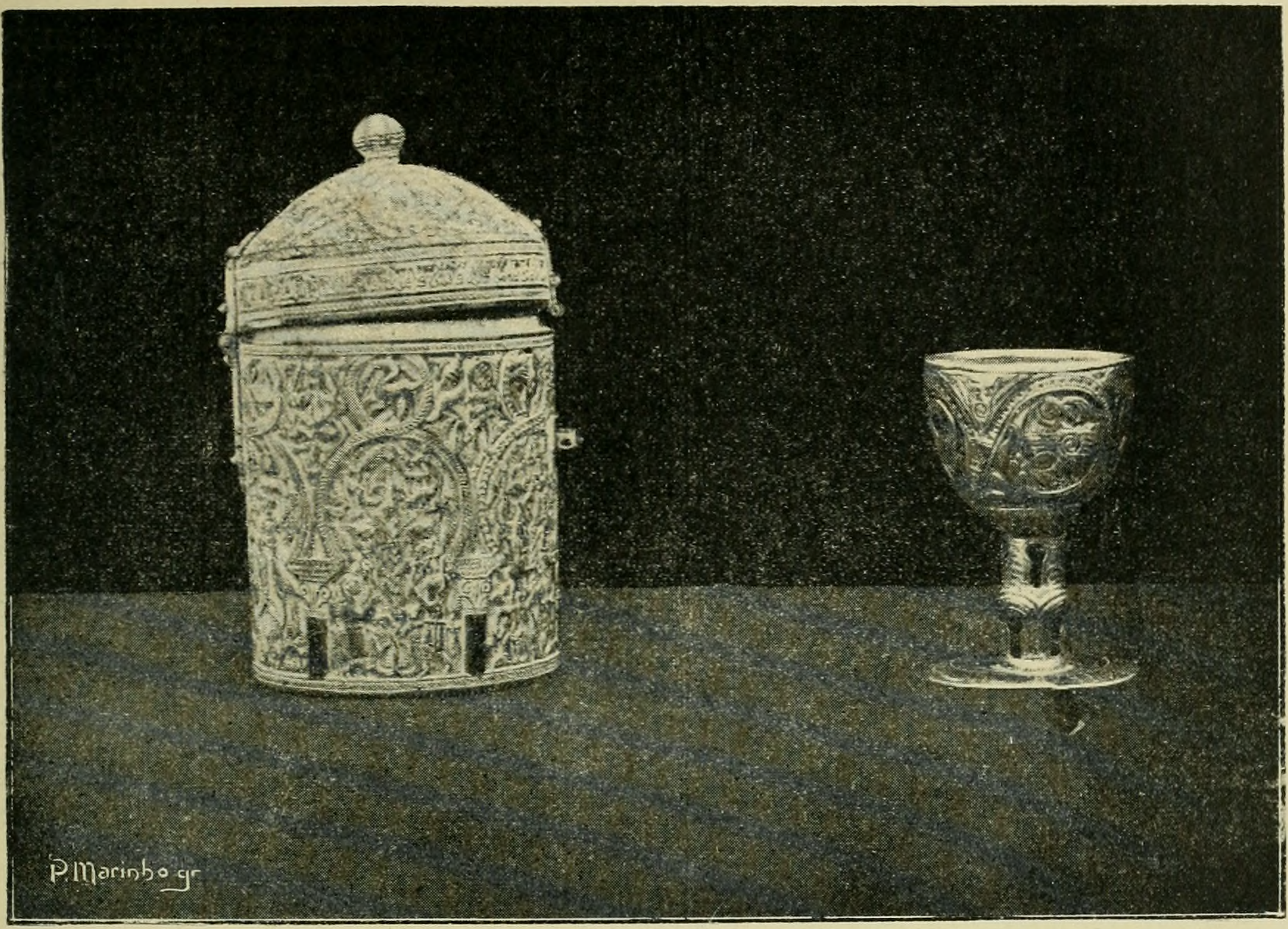
Der Kelch mit Behälter

Der künstlerisch hoch stehende São-Geraldo-Kelch (portugiesisch Cálice de São Geraldo) aus vergoldetem Silber ist das einzige frühmittelalterliche Werk der Toreutik in Portugal. Ein Erzbischof von Braga ließ ihn im 10. Jahrhundert anfertigen.
Die Cuppa des Kelches ist mit einer umlaufenden Ranke verziert. In den vier ausgesparten Rundflächen sind Löwe und Adler dargestellt. Der mit Hufeisenbögen durchbrochene Schaft weist mozarabischen Einfluss auf.
Der Kelch wird im Dommuseum (Museu da Sé von Braga) ausgestellt.